# Arbeitskreis Heimatpflege im Regierungsbezirk Tübingen
Arbeitskreis Heimatpflege im Regierungsbezirk Tübingen e. V. ist ein Heimatverein in Tübingen.

## Gründung
Im Zusammenhang mit der Vorbereitung und Durchführung der Heimattage Baden-Württemberg, die seit 1978 alljährlich am zweiten September-Wochenende stattfinden, entstand 1986 der „Landesausschuss Heimatpflege Baden-Württemberg“. Auf der Ebene der Regierungsbezirke wurden vier regionale „Arbeitskreise Heimatpflege“ als eingetragene Vereine etabliert, deren Geschäftsstellen den Regierungspräsidien Freiburg, Karlsruhe, Stuttgart und Tübingen angegliedert sind. Die Gründung des Tübinger Arbeitskreises erfolgte am 13. November 1985 unter der Leitung von Regierungspräsident Max Gögler in Riedlingen. Bei der Mitgliederversammlung am 1. Juli 2022 wurde ein Buch zur Geschichte und Tätigkeit des Arbeitskreises vorgestellt.

## Aufgabe
Diese Arbeitskreise sind ein Zusammenschluss von Vereinigungen und Verbänden aus folgenden Bereichen: Schutz und Pflege der Natur und Landschaft, Erhaltung historischer Bausubstanz, Pflege der Volksmusik, des Volkstanzes, des Chorgesangs, der Trachten und der Mundart sowie der Heimat- und Landesgeschichte, der Heimat- und Freilichtmuseen, der Volks- und Landeskunde und der Belange der Heimatvertriebenen.

## Museumspreis
Neben der „Pflichtaufgabe“ Heimattage Baden-Württemberg hat jeder regionale Arbeitskreis ein gewisses „Eigen-Leben“ entwickelt. So wählte sich der Tübinger Arbeitskreis unter dem Vorsitz von Martin Blümcke als eine der ersten Aufgaben die Erstellung eines regionalen Museumsführers, der 1987 unter dem Titel „Museen und Galerien zwischen Neckar und Bodensee“ herausgegeben werden konnte und 1991 in zweiter Auflage erschien. Eine der nächsten Tübinger Aktivitäten bildete die Ausschreibung eines Museumspreises für die nichtstaatlichen Museen im Regierungsbezirk, der unter dem Titel „Preis für vorbildliche Heimatmuseen“ erstmals 1992 ausgelobt wurde. In den bislang elf Wettbewerben konnte die Jury zahlreiche Museen zwischen Schönbuch und Bodensee auszeichnen.

## Heimattage Baden-Württemberg
Mit Beratung und Unterstützung des Arbeitskreises fanden Heimattage Baden-Württemberg in folgenden Städten des Regierungsbezirks statt: Albstadt (1987), Bad Urach (1991), Sigmaringen (1995), Pfullingen (1999), Weingarten (2004), Ulm (2008), Reutlingen (2009) und Neckar-Erlebnis-Tal zwischen Rottenburg, Horb und Sulz 2013.

## Vorstand
- Vorsitzender: Karlheinz Geppert (Rottenburg am Neckar)
- Stellvertretende Vorsitzende: Irmgard Naumann (Bad Urach) und Harald Neu (Ehingen an der Donau)
- Vorsitzende des ständigen Ausschusses: N.N.
- Geschäftsführer: Jürgen Haug, Referat 23 beim Regierungspräsidium Tübingen[3]